# Список объектов культурного наследия в Ростове-на-Дону
В Ростове-на-Дону расположено 1127 объектов культурного наследия регионального значения и 66 федерального значения, всего — 1193 объекта культурного наследия. Из них 1110 памятников, 68 ансамблей и 15 достопримечательных мест.
В списке объектов культурного наследия указаны достопримечательности, объекты культурного наследия (памятники истории, архитектуры, монументального искусства) города Ростова-на-Дону.

## Объекты культурного наследия регионального значения
- Административное здание конторы «Заготзерно»
- Административное здание мельницы братьев М.И. и И. И. Елицеров
- Административный корпус Николаевской горбольницы
- Александровская колонна
- Амбары Сагирова
- Ансамбль сооружений монастыря во имя Иверской иконы Божией Матери
- Ансамбль сооружений церкви Святого Преподобного Серафима Саровского
- Ботанический сад
- Доходный дом И. В. Котлярова
- Бюст Л. Д. Лелюшенко
- Главный корпус Мариинской горбольницы
- Главный корпус Ростовского института железнодорожного транспорта
- Гостиница «Якорь»
- Дворец культуры железнодорожников
- Корпус гинекологического отделения
- Корпус ЛОР отделения
- Корпус терапевтического отделения
- Особняк К. А. Ворожеина
- Дом А. Балабанова
- Дом А. Когбетлиева
- Дом А. К. Фабовского
- Дом актёра
- Дом Александровского благотворительного общества
- Дом виноделов Титровых
- Дом Г. К. Бахчисарайцева
- Дом Е. Поповой
- Доходный дом И. В. Аладжалова
- Дом И. Ц. Аладжалова
- Дом И. А. Тер-Абрамиана с книгоиздательством
- Дом И. М. Шапошникова
- Дом И. Ф. Чепрастова
- Дом инженера О. Я. Кистова
- Дом Искидарова
- Дом К. К. Дилланчиянца
- Дом К. Н. Маврогордато
- Дом К. О. Резниченко
- Дом купца И. М. Сафонова
- Дом В. Д. Аронского
- Дом М. Солопова
- Дом М. Халибова
- Водолечебница Рындзюна
- Дом М. Т. Косика
- Дом Ивана Зворыкина
- Дом С. Бароновой
- Дом Вити Черевичкина
- Доходный дом П. Бароновой
- Жилой дом П. Бароновой
- Дом Срабионова
- Дом С. Х. Галаджева
- Дом Сагировых
- Дом Н. Н. Дурбаха
- Дом семьи Р. Г. Патканяна
- Дом страхового общества «Россия»
- Дом Т. Магдесиева
- Дом трудолюбия имени П. Р. Максимова
- Дом У. Д. Чубаровой
- Дом Ф. Н. Солодова
- Дом Н. Степаносьяна
- Дом Я. А. Фельдмана
- Здание типографии Ростово-Нахичеванского большевистского комитета
- Здание первого съезда Советов Донской советской республики
- Дом А. Х. Закиева
- Дом С. А. Заславского и И. К. Шапошникова
- Домовладение А. М. Найдыка
- Домовладение Б. И. Рысса
- Домовладение братьев П.И. и Д. И. Унановых
- Домовладение Д.-Ш. и Ф. Файвушевичей
- Домовладение купца II-й гильдии Д. Я. Белова
- Домовладение купца Г. А. Яблокова
- Домовладение купца И. С. Кошкина
- Домовладение Н. Г. Куканова
- Домовладение Р. И. Семенова
- Доходный дом А. А. Домбровского
- Доходный дом А. А. Леонидова, в котором в 1924—1926 гг. жил писатель А. А. Фадеев
- Доходный дом А. А. Лозе
- Доходный дом А. А. Студеникина
- Доходный дом А. А. Ткаченко
- Доходный дом А. В. Мицкевича, в котором проживала с 1910 по 1924 гг. выдающаяся советская балерина Ф. И. Балабина
- Доходный дом А. Г. Гудермана
- Доходный дом А. З. Аргутинского-Долгорукова
- Доходный дом А.И. и М. С. Грибановых
- Доходный дом А. И. Иванова
- Доходный дом А. И. Каценеленбейгина
- Доходный дом А. И. Келле-Шагинова
- Доходный дом А. К. Науменко — Мемориальное здание, связанное с обороной г. Ростова-на-Дону бойцами внутренних войск НКВД в июле 1942 г.
- Доходный дом А. М. Гордона
- Доходный дом А. М. Штрома, 1912 г., арх. Л. Ф. Эберг
- Доходный дом А. М. Геронимуса
- Доходный дом А. Н. Фрумсона
- Доходный дом А. О. Волк
- Доходный дом А. П. Ливус
- Доходный дом А. Ф. Трусовой
- Доходный дом Б. А. Каменки
- Доходный дом Б. В. Житомирского
- Доходный дом Бострикиных
- Доходный дом братьев И. и Г. Дерткезовых
- Доходный дом братьев М.И. и И. И. Елицеров
- Доходный дом братьев М.М. и Ф. М. Дутиковых
- Доходный дом В. А. Павлова
- Доходный дом В. Г. Кисина и И.-А. Ш. Фроймовича
- Доходный дом В.К. и С. К. Чириковых
- Доходный дом В.К. и С. К. Чириковых
- Доходный дом В. Л. Дмитренко
- Доходный дом В. М. Котлярова
- Доходный дом В. П. Лукина
- Доходный дом В. С. Кушнарева
- Доходный дом В. Я. Кундури
- Доходный дом В. Я. Кундури, в котором размещалась гостиница «Палас-Отель»
- Доходный дом Г. А. Бакалова
- Доходный дом Г. Г. Бейхмана
- Доходный дом Г. Г. Пустовойтова
- Доходный дом Г. И. Платона
- Доходный дом Г. И. Родопулоса
- Доходный дом Г. К. Штреля
- Доходный дом Г. М. Пухович
- Доходный дом Г. П. Емельянова
- Доходный дом Г. С. Ботвинникова
- Доходный дом Г. Х. Бахчисарайцева
- Доходный дом Г. Х. Чалхушьяна
- Доходный дом Е. Сагирова
- Доходный дом Е. А. Коленченковой
- Доходный дом Е. А. Пасквилини
- Доходный дом Е. М. Красильникова
- Доходный дом Е. М. Стигнеева
- Доходный дом Е. М. Шпильрейн
- Доходный дом Е. Н. Севастопуло
- Доходный дом Е. П. Ляхмаер
- Доходный дом Е. Я. Костина
- Доходный дом З.-В. и С. Веселовских
- Доходный дом И.-А. Н. Зелевинского
- Доходный дом И.А. и А. Н. Бострикиных
- Доходный дом И. А. Лившица
- Доходный дом И. А. Риттенберга
- Доходный дом И. В. Котлярова
- Доходный дом И. Д. Куксы
- Доходный дом И. М. Трофименко, в котором размещалось 2-е реальное училище
- Доходный дом И. М. Шапошникова
- Доходный дом И. О. Шендерова
- Доходный дом И. П. Палеева
- Доходный дом И. Р. Гоца
- Доходный дом И. Р. Гоца
- Доходный дом И. Р. Гоца
- Доходный дом И. С. Гордеева
- Доходный дом И. С. Леванидова
- Доходный дом И. Я. Моргулиса
- Доходный дом К. Тикиджиева (Чеботарева)
- Доходный дом К. А. Ворожеина
- Доходный дом К. А. Ворожеина
- Доходный дом К. И. Шапошникова
- Доходный дом К. И. Яблокова
- Доходный дом К. И. Яблокова
- Доходный дом К. М. Чернова
- Доходный дом К. Н. Чахмахова
- Доходный дом К. Я. Башмакова
- Доходный дом Керопа Балиева
- Доходный дом купца К. Д. Дракина
- Доходный дом Л. Г. Адлера
- Доходный дом Л. Г. Адлера
- Доходный дом Л. Е. Панченко, в котором размещался Мещанский приют
- Доходный дом Л. Ф. Волкенштейна
- Доходный дом М. Асмаева
- Доходный дом М. А. Бонер
- Доходный дом М. Б. Геронимус
- Доходный дом М. В. Бешкенова
- Доходный дом М. В. Леонтьева
- Доходный дом М. В. Мерошниченко
- Доходный дом М. В. Эбериус
- Доходный дом М. Д. Лещенкова
- Доходный дом М. Е. Добрынина
- Доходный дом М. И. Долгополова
- Доходный дом М. И. Мессароша
- Доходный дом М. Л. Гурьева, в котором находилось духовное правление Солдатской хоральной синагоги
- Доходный дом М. Л. Черновой
- Доходный дом М. М. Кастанаева
- Доходный дом М. О. Кулакова
- Доходный дом М. П. Горева
- Доходный дом М. С. Вальяно
- Доходный дом М. Ф. Кофус
- Доходный дом М. Ф. Яндоловского
- Доходный дом Михаила, Тихона и Николая Лесниченко
- Доходный дом Н. и А. Фурунджи-Хуринцовых
- Доходный дом Н. В. Ларионовой
- Доходный дом Н. В. Степаненко
- Доходный дом Н. Е. Парамонова
- Доходный дом Н. И. Токарева
- Доходный дом Н. М. Курильского
- Доходный дом Н. С. Пиниотели
- Доходный дом наследников В. Р. Максимова
- Доходный дом О. Б. Габриловича
- Доходный дом П. А. Конышева
- Доходный дом П. В. Туркина
- Доходный дом П. В. Хахладжева
- Доходный дом П. Г. Португалова
- Доходный дом П. Д. Машонкиной
- Доходный дом П. Д. Мухина, в котором находились частные еврейские учебные заведения
- Доходный дом П. И. Ильина
- Доходный дом П. И. Крамер
- Доходный дом П. И. Ливенского
- Доходный дом П. И. Афанасьевой
- Доходный дом П. Р. Максимова, в котором в 1868—1900 гг. располагались городская дума и городская управа г. Ростова-на-Дону
- Доходный дом П. С. Сивожелезова
- Доходный дом П. С. Шатова
- Доходный дом потомственного почетного гражданина С. Н. Дронова
- Доходный дом Р. Э. Неефа
- Доходный дом с торговыми помещениями И. В. Аладжалова, 1910-е г.г.
- Доходный дом С. Кистова, в котором находилось музыкальное училище Ростовского-на-Дону отделения Императорского русского общества
- Доходный дом С. Б. Шварца
- Доходный дом С. И. Великанова
- Доходный дом С. К. Унанова
- Доходный дом С. Л. Рувинского
- Доходный дом С. М. Покатилова
- Доходный дом С. Н. Кистова
- Доходный дом С. С. Нецветайленко
- Доходный дом Т. К. Гершкович
- Доходный дом Ф.-Р. Г. Рамма
- Доходный дом Ф. И. Мыльцына
- Доходный дом Ф. Н. Солодова
- Доходный дом Ф. Ф. Грабовникова
- Доходный дом Ф. Я. Стадниченко
- Доходный дом Х. А. Феофани
- Доходный дом Харьковского Земельного Банка
- Доходный дом Ш.-Х. Л. Фридлянд
- Доходный дом Ш. М. Эрберг
- Доходный дом Э-Б. В. Глуховского
- Доходный дом Ю. В. Христензена
- Доходный дом Я. А. Баранова
- Доходный дом Я. И. Каялова
- Доходный дом Я. К. Шкатина
- Доходный дом Я. С. Гурвича
- Железнодорожный мост через р. Дон
- Жилой дом А. Ф. Геесбергена
- Жилой дом Азово-Черноморского краевого управления местной промышленности, 1933—1935 гг., арх. Н. А. Александров
- Жилой дом Г. Л. Ходжаева
- Жилой дом И. В. Кащенко
- Жилой дом И. Е. Онишко
- Жилой дом И. И. Керцели
- Жилой дом К. Е. Острянина
- Жилой дом К. И. Антимонова
- Жилой дом К. Н. Руденького, 1895 г.
- Жилой дом М. А. Федоровой
- Жилой дом М. Г. Гавалла
- Жилой дом М. З. Захарова
- Жилой дом М. К. Галаджевой
- Жилой дом М. Л. Рувинского
- Жилой дом М. М. Замфирова
- Жилой дом М. С. Недорезова
- Жилой дом Н. А. Панина
- Жилой дом Н. К. Сагирова
- Жилой дом О. Кушнарева
- Жилой дом П. В. Хахладжева
- Жилой дом п/о «Ростовуголь»
- Жилой дом Р. Сармакешевой
- Жилой дом С. А. Пинагель
- Жилой дом священника Мартироса Канцапетьяна
- Жилой дом священника старообрядческого Покрово-Ильинского собора, построенный на средства Н. А. Панина
- Жилой дом семьи Е. Т. Парамонова
- Жилой дом семьи Кечегьянов
- Жилой дом служащих паровой мельницы Е. Т. Парамонова
- Жилой дом сотрудников судоремонтного завода «Красный Флот»
- Жилой дом Т. Г. Дмитриева
- Жилой дом Т. М. Ивановой, в котором находился штаб рабочей боевой дружины в период декабрьского вооруженного восстания 1905 г.
- Жилой дом Ф. И. Юркова
- Жилой дом Ю. М. Шерстьян
- Жилой дом, в котором с 1870-х гг. по 1917 г. находилась Нахичеванская Мещанская управа
- Жилой дом, построен в 1956 г.
- Загородный усадебный комплекс с парком, фонтаном и купеческими домами: Кошкиных, Панченко, Асмоловых
- Здание 18-комплектного городского училища
- Здание 7-го городского училища
- Здание бани братьев Ф.М. и М. М. Дутиковых
- Здание бани Н. Л. Мямлина
- Здание бани Х.-Г. Е. Глуховского
- Здание богадельни Армянского духовного попечительства
- Здание высшего начального училища
- Здание высшей партийной школы
- Здание главного корпуса Ростовского мореходного училища дальнего плавания
- Здание главной хоральной синагоги
- Здание Гогоевского женского училища
- Здание городских казарм
- Здание городских начальных училищ им. Е. Т. Парамонова
- Здание городских торговых корпусов
- Здание городского биржевого общества
- Здание городского доходного дома, в котором находился Варшавский университет
- Здание городского коммерческого училища
- Здание городского музея и публичной библиотеки
- Здание гостиницы «Большая Московская»
- Здание гостиницы «Ростов»
- Здание Государственного цирка
- Здание Донской опытной станции масличных культур, где с 1924 г. по 1974 г. работал ученый — селекционер Л. А. Жданов
- Здание духовного правления Главной хоральной синагоги
- Здание евангелическо-лютеранского училища при кирхе
- Здание Екатерининской женской гимназии
- Здание женской гимназии Т. Г. Берберовой
- Здание клиники госпитальной и кафедральной хирургии
- Здание Нахичеванской армянской духовной семинарии
- Здание Нахичеванской городской Думы
- Здание Нахичеванской городской Управы
- Здание Нахичеванской мужской гимназии
- Здание начальных училищ, построенное на средства М.П. и Е. Л. Шаховых
- Здание Невского домовладельческого общества
- Здание ОАО «Ростовэнерго»
- Здание окружного суда
- Здание почтово-телеграфного ведомства
- Здание причта Иоанно-Предтеченской школы
- Здание редакции газеты «Приазовский край», в котором с 1893 по 1895 гг. работал писатель А. И. Свирский, а с 1886 по 1898 гг. работал писатель А. С. Серафимович
- Здание Ростовского дорожно-механического техникума
- Здание Ростовского коммерческого клуба
- Здание Ростовского общества попечения о детях
- Здание Ростовского окружного земства
- Здание Ростовского соединённого среднего механико-химико-технического и ремесленного училища
- Здание Ростовского театра кукол с мозаичным панно на западном фасаде
- Здание Спортивного клуба Ростовского дорожно-механического техникума
- Здание табачной фабрики братьев И. и А. Асланиди
- Здание театра ГОМЭЦ, с 1959 г. — кинотеатр «Россия»
- Здание товарищества «М. Гельферих-Саде», с 1956 г. — Областной краеведческий музей
- Здание Торговой школы
- Здание тяговой подстанции № 2 Ростовского-на-Дону городского электрического трамвая, 1931—1932 гг., арх. Л. Ф. Эберг
- Здание управления Владикавказской железной дороги
- Здание художественно-ремесленной учебной мастерской имени М. В. Попова, в котором располагалась детская музыкальная школа имени М. Ф. Гнесина
- Здание церковно-приходской школы при Иоанно-Предтеченской церкви
- Здание церковного попечительства о бедных армянах Нахичевани-на-Дону
- Здание частного мужского реального училища С. Я. Ягубьянца
- Здание частной гимназии Н. П. Степанова
- Здание школы поварского искусства и домоводства
- Здание эллинской школы им. Ф. А. Феофани, с 1974 г. — Дворец бракосочетания
- Змиевская балка — место захоронения мирных жителей и военнопленных, погибших в 1942 году
- Кафедра гинекологии
- Кафедра госпитальной хирургии
- Кафедра и клиника психиатрии
- Кафедра нормальной анатомии
- Кафедра патологической анатомии Донского университета
- Клиника и кафедра детских болезней
- Клиника и кафедра кожных болезней
- Комплекс домов барона Н. Г. Врангеля
- Комплекс застройки церкви Сурб-Карапет на территории Армянского кладбища
- Комплекс зданий Александровской еврейской больницы
- Комплекс зданий больницы Владикавказской железной дороги
- Комплекс зданий Городской больницы № 1 им. Н. А. Семашко (бывшая областная больница)
- Комплекс зданий Комитета донских гирл
- Комплекс зданий Мариинской горбольницы
- Комплекс зданий Николаевской городской больницы
- Комплекс зданий треста «Ростовуголь»
- Комплекс казенных винных складов
- Комплекс промышленных зданий табачной фабрики В. И. Асмолова, с 1920 г. — Донской государственной табачной фабрики
- Комплекс сооружений кафедрального собора во имя Рождества Пресвятой Богородицы
- Контора Н. А. Панина
- Корпус торговых рядов
- Мемориальный комплекс «Кумженская роща»
- Мемориальный комплекс на месте многолюдных митингов во время ноябрьской стачки 1902 года
- Мемориальный комплекс памяти жертв фашизма в Змиевской балке
- Многоэтажный жилой дом с магазинами в первом этаже
- Многоэтажный жилой дом с помещениями соцкультбыта на 1-м этаже
- Могила и надгробие Д. И. Ивановского
- Нахичеванское церковно-приходское училище Святой Рипсимэ
- Одноэтажный корпус аптеки
- Особняк А. Великановой и П. Козловой
- Особняк А. Л. Черникова
- Особняк Г. Чепрастова
- Особняк Г. В. Трунова
- Особняк Г. Ф. Трестер
- Особняк городского головы, потомственного почетного гражданина П. Е. Хатранова
- Особняк Е. А. Красильниковой
- Особняк Е. М. Красильникова
- Особняк Е. С. Ходжабароновой
- Особняк И. А. Супрунова
- Особняк К. Н. Хазизова
- Особняк купца 2-й гильдии Б. Короткова
- Особняк Л. Попова
- Особняк М. В. Перкун
- Особняк М. И. Занкевича
- Особняк М. М. Гекимовой
- Особняк М. Н. Черновой
- Особняк Н. С. Магдесиева
- Особняк С. В. Петровой
- Особняк С. Н. Сагирова
- Особняк С. С. Акимова
- Особняк Я. Амираева
- Особняк, в котором жил дважды Герой СССР И. А. Плиев
- Павильон К. М. Попова, в котором размещался родильный приют
- Павильон Нахичеванского рынка
- Павильон рынка
- Памятник А. С. Пушкину
- Памятник В. И. Ленину
- Памятник К. Марксу
- Памятник красным конникам, освободившим Ростов от белогвардейцев в 1920 г.
- Памятник С. М. Кирову
- Памятное место «Богатый источник», связанное с историей Ростовского водопровода
- Памятное место с сохранившимися архитектурными элементами бывшего храма во имя Св. Равноапостольного Князя Владимира (Шаховской церкви), связанное с празднованием 900-летия Крещения Руси и с благотворительностью купца М. П. Шахова
- Парк им. М. Горького
- Парк культуры и отдыха имени Николая Островского
- Паровая макаронная фабрика Г. С. Налбандова
- Пивзавод «Южная Бавария»
- Подземный пешеходный переход с мозаичными сюжетными композициями, на пересечении пр. Буденновского и ул. Большой Садовой
- Подземный пешеходный переход с мозаичными сюжетными композициями, на пересечении пр. Ворошиловского и ул. Большой Садовой
- Подземный пешеходный переход с мозаичными сюжетными композициями, на пересечении пр. Кировского и ул. Большой Садовой
- Подземный пешеходный переход с тематическими мозаичными панно, на пересечении пр. Буденновского и ул. Московской
- Ростовские мореходные классы
- Синагога солдатская
- Склад мельницы Парамонова
- Склад портовый каменный
- Склады торгового товарищества «Владимир Алексеев»
- Старообрядческий Покрово-Ильинский собор, построенный на средства Н. А. Панина
- Театральная площадь
- Территория комплекса Преполовенского прихода первой половины 19-начала 20 веков, место строительства первой каменной церкви в станице Гниловской
- Факультет хирургии
- Фонтан и каскад в западном партере Театральной площади
- Храм во Имя Вознесения Господня
- Храм во Имя Святой Мученицы и Царицы Александры
- Храм во имя Сретения Господня
- Четырёхэтажный жилой дом с магазином
- Четырёхэтажный жилой дом с магазином в первом этаже
- Четырёхэтажный секционный жилой дом с магазином

## Объекты культурного наследия федерального значения
| Наименование памятника, дата сооружения, автор                                                           | Документ об отнесении памятника к объектам федерального значения. | Местонахождение памятника                                                                | Примечания                                                                                              | Изображение |
| --- | ----------------------------------------------------------------- | ---------------------------------------------------------------------------------------- | --- | ----------- |
| Комплекс экспортных зерновых складов (5 корпусов)                                                        | Указ Президента № 176                                             | г. Ростов-на-Дону, ул. Береговая, 47, 49, 51, 51а, 51б (ныне 47 А, 49, 51 А, 51 Б, 51 Г) | Статья Парамоновские склады                                                                             |             |
| Памятник Буденному С. М., 1966 г., скульптор Вучетич Е. В., архитекторы Ловейко И. И., Дальковский В. Г. | Пост. СМ РСФСР № 624                                              | Ул. Буденного и ул. Пушкинская, между домами № 44-55                                     | Бюст С. М. Будённого                                                                                    |             |
| «Нижне-Гниловское» городище и некрополь. Х-VIII вв. до н. э.; I—III вв. н. э., VIII—XIV вв. н. э.        | Пост. СМ РСФСР № 1327                                             | Правый берег реки Мёртвый Донец, пер. Красноярский, пер. Миусский, ул. Каширская         | Нижне-Гниловское городище                                                                               |             |
| Памятник Ленину В. И., 1963 г., скульптор Бродский И. Д., архитекторы Миловидов Н. И., Ожегов С. С.      | Пост. СМ РСФСР № 624                                              | г. Ростов-на-Дону, площадь Ленина                                                        | Статья Памятник Ленину                                                                                  |             |
| Мемориальный комплекс «Сурб Хач».                                                                        | Пост. СМ РСФСР № 624                                              | пос. Мясникова (ныне ул. Баграмяна, д. 1)                                                | Статья Церковь Сурб Хач (Ростов-на-Дону)                                                                |             |
| Родник с каптажной надстройкой, XVIII в.                                                                 | Пост. СМ РСФСР № 624                                              | пос. Мясникова (ныне ул. Баграмяна, д. 1)                                                | Статья Родник церкви Сурб Хач                                                                           |             |
| Могила Арутюна Аламдаряна на территории Мемориального комплекса «Сурб Хач», 1865 г.                      | Пост. СМ РСФСР № 624                                              | пос. Мясникова (ныне ул. Баграмяна, д. 1)                                                | Статья Могила Арутюна Аламдаряна                                                                        |             |
| Могила Рафаэла Патканяна на территории Мемориального комплекса «Сурб Хач», 1902 г.                       | Пост. СМ РСФСР № 624                                              | пос. Мясникова (ныне ул. Баграмяна, д. 1)                                                | Статья Могила Рафаэла Патканяна                                                                         |             |
| Могила Микаэла Налбандяна на территории Мемориального комплекса «Сурб Хач», 1902 г.                      | Пост. СМ РСФСР № 624                                              | пос. Мясникова (ныне ул. Баграмяна, д. 1)                                                | Статья Могила Микаэла Налбандяна                                                                        |             |
| Особняк Парамонова, XIX в.                                                                               | Указ Президента РФ № 176                                          | г. Ростов-на-Дону, ул. Пушкинская, 148                                                   | Статья Особняк Парамонова                                                                               |             |
| Здание городской Думы, XIX в.                                                                            | Указ Президента РФ № 176                                          | г. Ростов-на-Дону, ул. Энгельса, 49 (ныне Б. Садовая, 49)                                | Статья Здание городской думы (Ростов-на-Дону)                                                           |             |
| Здание правления Волжско-Камского банка. 1910 г., арх. Бекетов Н. Г.                                     | Указ Президента РФ № 176                                          | г. Ростов-на-Дону, ул. Энгельса, 55 (ныне Б. Садовая, 55)                                | Статья Здание Волжско-Камского банка (Ростов-на-Дону)                                                   |             |
| Дом купца Генч-Оглуева, XIX в .                                                                          | Указ Президента РФ № 176                                          | г. Ростов-на-Дону, ул. Б. Садовая, 68                                                    | Статья Дом купца Генч-Оглуева                                                                           |             |
| Дом, в котором в 1881 и 1887 годах жил Павлов Иван Петрович, XIX в.                                      | Пост. СМ РСФСР № 1327                                             | г. Ростов-на-Дону, ул. Энгельса, 107 Б (ныне Б. Садовая, 97)                             | Статья Дом, в котором в 1881 и 1887 годах жил И. П. Павлов                                              |             |
| Дом купца Кистова, XIX в. Архитектор Н. Г. Васильев                                                      | Указ Президента РФ № 176                                          | г. Ростов-на-Дону, ул. Б.Садовая, 105                                                    | Статья Главный корпус Южного федерального университета                                                  |             |
| Дом братьев Мартын, XIX в. Архитектор Н. М. Соколов                                                      | Указ Президента РФ № 176                                          | г. Ростов-на-Дону, ул. Большая Садовая, 125                                              | Статья Дом братьев Мартын. Здание передано на баланс Государственному музею-заповеднику М. А. Шолохова, |             |
| Здание Коммерческого клуба, конец Х1Х — начало XX вв.                                                    | Указ Президента РФ № 176                                          | г. Ростов-на-Дону, ул. Большая Садовая, 127 стр. 1, 2                                    | Статья Комплекс построек Летнего Коммерческого клуба                                                    |             |
| Здание Нахичеванского городского театра, 1896—1899 гг. архитектор Дурбах Н.                              | Указ Президента РФ № 176                                          | г. Ростов-на-Дону, пл. Свободы, 3                                                        | Статья Ростовский областной академический молодёжный театр                                              |             |
| Здание банка, конца XIX — начала XX вв.                                                                  | Указ Президента РФ № 176                                          | г. Ростов-на-Дону, ул. Соколова, 28 (ныне ул. Соколова 22 А)                             | Статья Здание Государственного банка (Ростов-на-Дону)                                                   |             |
| Здание Ростовского Государственного драматического театра им. М. Горького                                | Пост. СМ РСФСР № 624                                              | г. Ростов-на-Дону, Театральная площадь (ныне Театральная площадь, 1)                     | Статья Ростовский академический театр драмы имени М. Горького                                           |             |